# Финч, Стенли Веллингтон
Стэнли Уильям Финч (англ. Stanley William Finch; 20 июля 1872, Монтиселло, штат Нью-Йорк — 22 ноября 1951) — американский государственный деятель. Магистр юридических наук (1909). Первый директор Бюро расследований США.

## Биография
Начал свою карьеру в 1893 клерком в Департаменте юстиции США. Затем переведен на оперативную службу, где сделал быструю карьеру. Став в 1908 году главным следователем.
При создании Бюро расследований в 1908, Финч стал первым его главой, занимая этот пост до 1912 года.
В 1911 году был принят в члены Вашингтонской коллегии адвокатов.
В 1912 году назначен специальным уполномоченным по борьбе с проституцией.
С 1913 года — специальный помощник генерального прокурора. Затем совмещал службу в Департаменте юстиции с работой в частном бизнесе.
В 1940 году вышел в отставку.

## Образование
- Университет Бейкера (Канзас)

- Научная школа Коркорана (Вашингтон)

- в бизнес-колледжах в Олбани и Вашингтоне